# Cikloalken
Cikloalkeni so alkeni (ogljikovodiki z vsaj eno dvojno vezjo), sklenjeni v nearomatski obroč. Za poimenovanje cikloalkenov velja: CIKLO---EN. Pri poimenovanju daljših obročev je treba navesti tudi položaj dvojne vezi. Prvih 7 cikloalkenov si sledi:
- Ciklopropen
- Ciklobuten (brez navajanja položaja dvojne vezi)
- Ciklopenten (brez navajanja položaja dvojne vezi)
- Cikloheksen (brez navajanja položaja dvojne vezi)
- Ciklohepten (brez navajanja položaja dvojne vezi)
- Ciklookten (brez navajanja položaja dvojne vezi)
- Ciklononen (brez navajanja položaja dvojne vezi)

## Primeri
- Ciklopropen
- Ciklobuten
- Ciklopenten
- Ciklooheksen
- Ciklohepten
- 1,3-cikloheksadien
- 1,4-cikloheksadien
- 1,5-ciklooktadien
- Cis-ciklookten
- Trans-ciklookten